# Wiesenschaumzikade
Die Wiesenschaumzikade (Philaenus spumarius) ist eine Rundkopfzikade (Cicadomorpha, Clypeorrhyncha) innerhalb der Familie der Schaumzikaden (Aphrophoridae). Die Art gehört zu den bekanntesten und am weitesten verbreiteten Vertretern dieser Insektengruppe.
Sie zeichnet sich durch eine sehr hohe Zeichnungsvariabilität aus; etwa 20 verschiedene Farbmorphen sind bekannt. Aufgrund seiner außerordentlichen Sprungfähigkeit, mit der es sogar den Floh (Siphonaptera) übertrifft, wird das erwachsene Insekt häufig mit Heuschrecken verwechselt, mit denen die Zikaden aber nicht näher verwandt sind. Die äußere Gestalt erinnert an Käfer (Coleoptera). die Wiesenschaumzikade ist aber leicht an der dachartigen Flügelhaltung als Zikade erkennbar. Den meisten Menschen sind weniger ihre Larven als deren selbst erzeugte Schaumhüllen als sogenannte „Kuckucksspucke“ bekannt. Diese ist im Frühling auf Wiesen meist am Wiesen-Schaumkraut vermehrt zu beobachten. Die Wiesenschaumzikade hat sich im Verlauf der Evolution an vielfältige Lebensräume anpassen können und ist heute durch zahlreiche Einbürgerungen nahezu weltweit verbreitet. In den Epidemiegebieten des Feuerbakteriums gilt sie als hoch gefährlicher Schädling.

## Etymologie

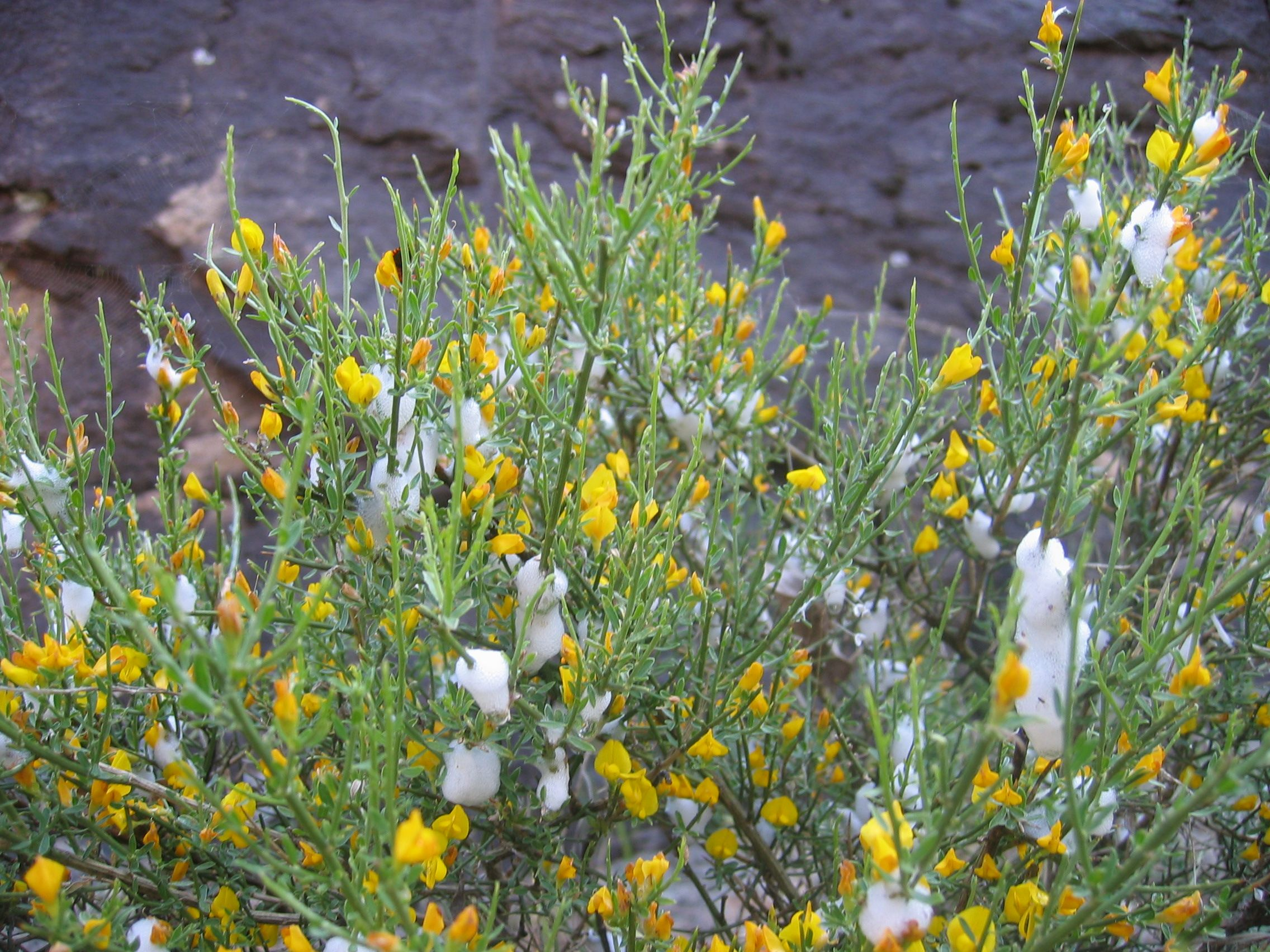
Schaumnester an Ginster (Genista).

Für den Gattungsnamen „Philaenus“ bestehen mehrere Ableitungen:
- der die (Lob-)Rede Liebende (griech. phil-ainos);
- aus philenor (griech.: verliebt);
- Name eines Karthagers, der sich aus Vaterlandsliebe lebendig begraben ließ.

Der Artname „spumarius“ ist auf das lateinische „spuma“ = „Schaum“ zurückzuführen und nimmt auf die von den Larven erzeugten Schaumnester Bezug.
Der sogenannte „Kuckucksspeichel“, regional auch als „Hexenspucke“ bezeichnet, findet sich häufig auf Wiesen, oft an Wiesen-Schaumkraut (Cardamine pratensis), welcher dieser Pflanze den Namen eingetragen hat. Der Begriff „Kuckucksspeichel“ wird in Europa mit dem Erscheinen des Kuckucks (Cuculus canorus) im Frühling in Zusammenhang gebracht, wenn die Schaumballen vermehrt zu beobachten sind. Vielerorts wird das Wiesen-Schaumkraut, die Blume des Jahres 2006, daher auch „Kuckucksblume“ genannt.
Im Englischen und Französischen wird die Wiesenschaumzikade bedeutungsgleich Meadow Spittlebug beziehungsweise Cercope des prés mit Bezug auf ihren Hauptlebensraum genannt. Im Niederländischen heißt sie Spuugbeestje, was mit „Spucktierchen“ übersetzt werden kann.

## Geographische Verbreitung und Lebensräume

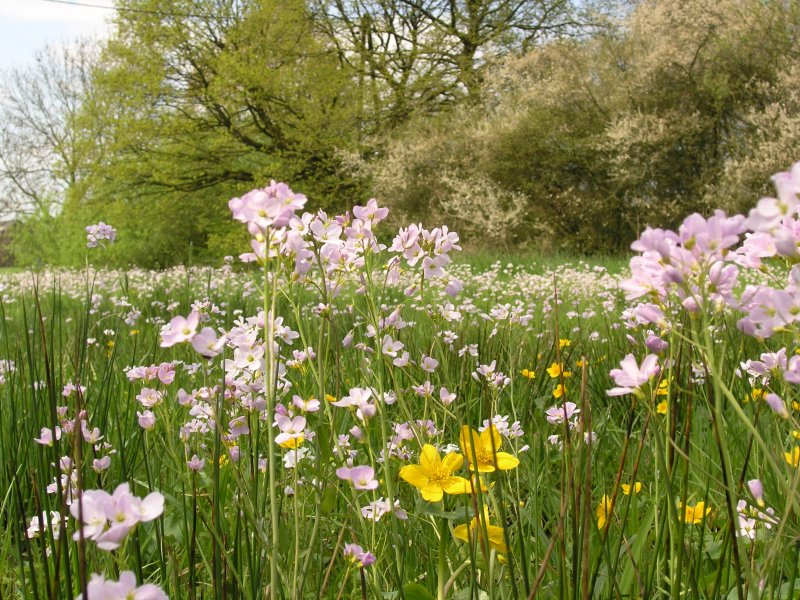
Wiese mit Wiesen-Schaumkraut (Cardamine pratensis), ein typischer Lebensraum der Wiesenschaumzikade

Wiesenschaumzikaden kommen mit Ausnahme der Arktis und Antarktis in allen zoogeographischen Regionen vom Flachland bis in Gebirgslagen bis etwa 1800 m vor. Ihre ursprüngliche Verbreitung war auf die Paläarktis beschränkt. Europa ist von Lappland bis zum Mittelmeergebiet besiedelt. Sie wurde auch in Nordafrika, Teilen Russlands, in Afghanistan und in Japan nachgewiesen.
Die Wiesenschaumzikade wurde nach Nordamerika und Kanada eingeführt und hat sich dort als Neozoon etabliert. Zu ihrem Verbreitungsareal gehören heute auch die Azoren, Hawaii und Neuseeland auf der Südhalbkugel, wo sie in den vergangenen fünf Jahrzehnten ebenfalls eingeschleppt wurde. Die jüngsten Funde schließen die Türkei in das Verbreitungsgebiet der Zikade ein.
Wiesenschaumzikaden haben sich im Verlauf der Evolution an vielfältige Lebensräume anpassen können. Sie sind ausgesprochen eurytop, das heißt, sie kommen in vielen verschiedenartigen Lebensräumen vor. Sie leben in nahezu allen Offenlandbiotopen und in offenen Wäldern.

## Äußere Gestalt

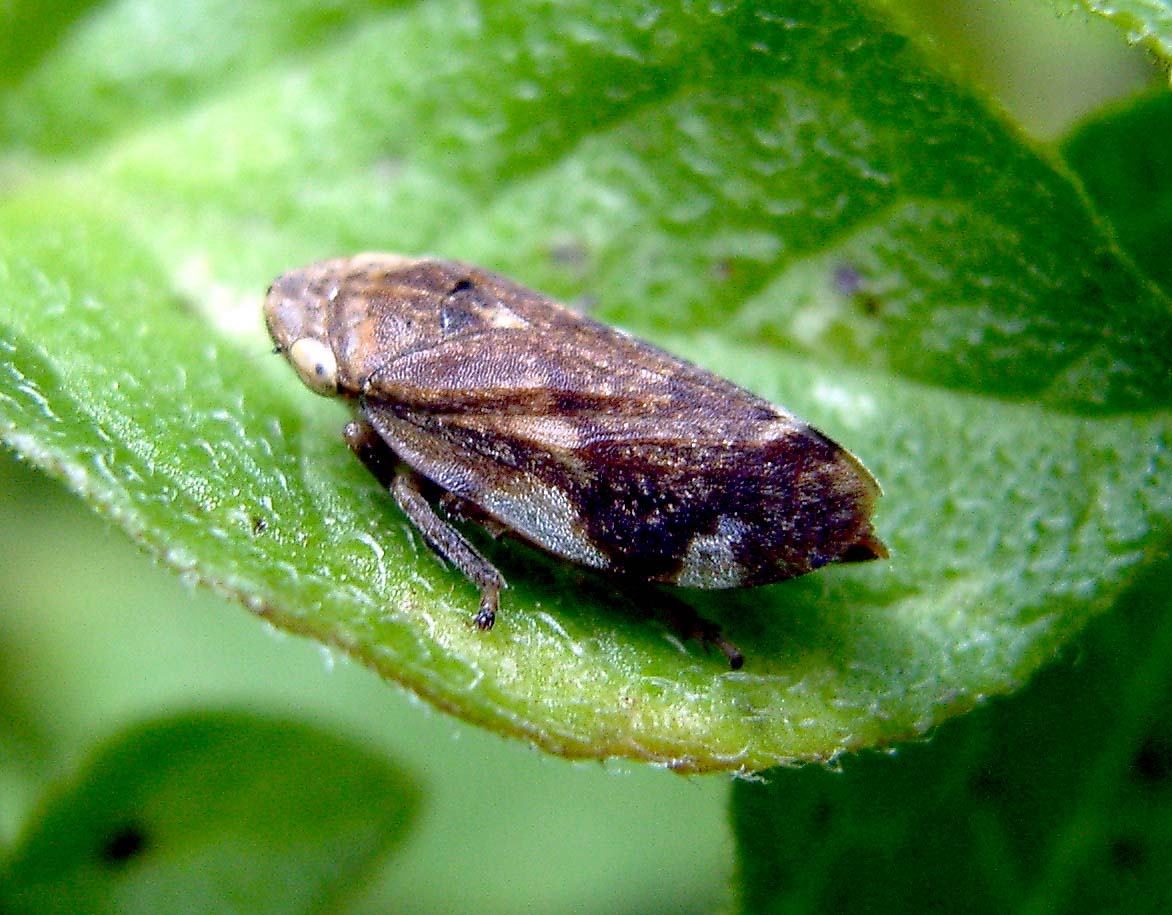
Wiesenschaumzikade (Philaenus spumarius f. quadrimaculata)

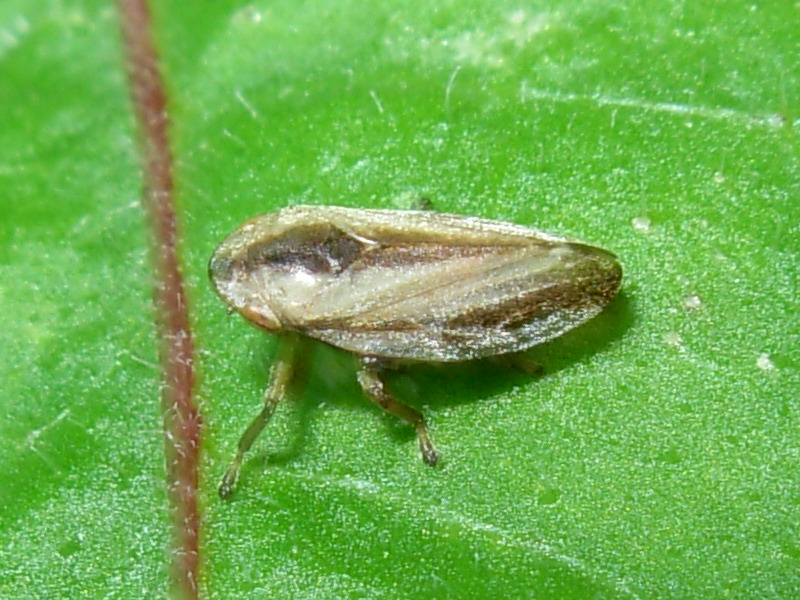
Wiesenschaumzikade (Philaenus spumarius f. trilineata)

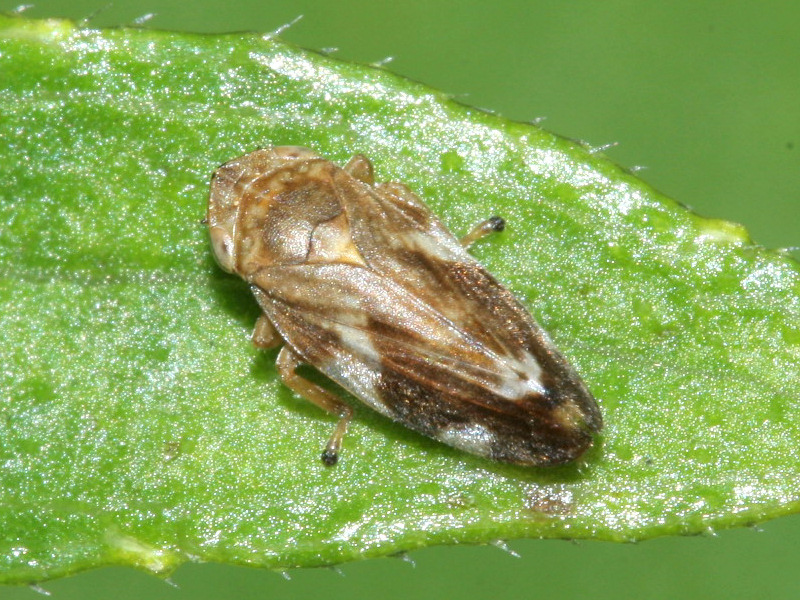
Wiesenschaumzikade (Philaenus spumarius f. flavicollis)

Die Wiesenschaumzikade ist meist unauffällig strohfarben, bräunlich oder schwarz gefärbt. Sie trägt verschiedene Musterungen mit helleren Flecken auf dunklem Untergrund, dunkleren Zeichnungen auf hellem Untergrund oder sie ist einfarbig dunkel oder strohfarben.
Sie ist ein Standardbeispiel für innerartlichen Farb- und Zeichnungspolymorphismus. Es sind über 20 verschiedenfarbige Formen bekannt, wobei zwischen diesen noch zahlreiche Übergänge bestehen. Viele der Farbmorphen tragen einen eigenen Namen wie beispielsweise Philaenus spumarius f. albomaculata, Philaenus spumarius f. leucophthalma
oder Philaenus spumarius f. lateralis.
Die Körperform ist im Umriss breitlänglich-oval, etwas breiter als jene der Vertreter der Gattung Neophilaenus – beispielsweise der Grasschaumzikade. Die Flügelenden sind unten nicht spitz, sondern stumpf abgerundet – im Gegensatz zu den Vertretern der Gattung Aphrophora, zum Beispiel der Alpenschaumzikade. Die behaarten Flügeldecken sind ledrig und mit Punktgruben besetzt. Obwohl häufig mit Käfern (Coleoptera) verwechselt, ist sie leicht an der dachartigen Flügelhaltung als Zikade erkennbar. Unter den Vorderflügeln liegen die häutigen Hinterflügel. Die Art erreicht Körperlängen zwischen 5,3 und 6,9 Millimeter. Meist sind die Weibchen etwas größer als die Männchen.
Die Füße (Tarsen) der Wiesenschaumzikade sind dreigliedrig. Die Schienen des hinteren Beinpaares (Tibien) sind rund und relativ kurz. Die Schienen der Hinterbeine tragen zwei kräftige Dornen sowie einen Dornenkranz (Meron) an der Basis, die ihnen eine gute Sprungkraft verleihen.
Ihr Kopf ist von oben gesehen so breit wie der Halsschild (Pronotum) und verfügt über zwei Punktaugen (Ocellen), ein Paar Facettenaugen und einem Paar kurzer borstenförmiger Fühler (Antennen). Die Stirn zeigt im Gegensatz zu den nahe verwandten Vertretern der Gattung Neophilaenus und Aphrophora keinen medianen Längskiel. Die Stirnplatte (Clypeus) (Kopfpartie zwischen den Ocellen) ist von vorn und seitlich betrachtet mehr oder weniger blasenförmig vorgewölbt und beinhaltet die Saugpumpe. Wie alle Zikaden verfügen auch Wiesenschaumzikaden über einen Saugrüssel zur Nahrungsaufnahme. Die Unterlippe (Labium) der Tiere ist als Gleitschiene für die aus den Mandibeln und Maxillen bestehenden Stechdornen ausgebildet. Innerhalb der Lacinien (einem Teil der Maxillen) verläuft ein Kanal, durch den gesaugt werden kann, sowie ein Speichelkanal, durch den Speichel in die Fraßstelle geleitet wird. Teile der Mundhöhle sind bei allen Schnabelkerfen zu einer Saugpumpe umgestaltet.

## Innerer Bau und Physiologie
Die innere Anatomie und die Physiologie der Schaumzikaden entspricht weitgehend jenem der Insekten.
In Anpassung an die spezielle Ernährung verfügen Wiesenschaumzikaden wie alle Rundkopfzikaden jedoch über eine besondere Konstruktion des Verdauungstraktes, um überschüssiges Wasser beziehungsweise Kohlenhydrate abzugeben. Der sehr wasserreiche Pflanzensaft der Leitungsbahnen (Xylem) ist im Gegensatz zum zuckerreichen Phloemsaft deutlich ärmer an Nährstoffen, weshalb Schaumzikaden, die sich ausschließlich hiervon ernähren, sehr viel davon aufnehmen müssen. Im Darm der Pflanzensaftsauger existiert eine Filterkammer, die eine Übergangsregion zwischen Vorder- und Mitteldarm und dem Hinterdarm herstellt. Sie ermöglicht die direkte Ableitung des überschüssigen Wassers in den Enddarm und der Nahrungssaft wird vor dem Eintritt in den Mitteldarm verdickt. Ferner sind die Zentren der für Insekten typischen Strickleiternervensysteme bei den Rundkopfzikaden nur noch im Kopf und in der Brust vorhanden; der Hinterleib wird vom Nervenzentrum der Brust versorgt.

## Lebensweise

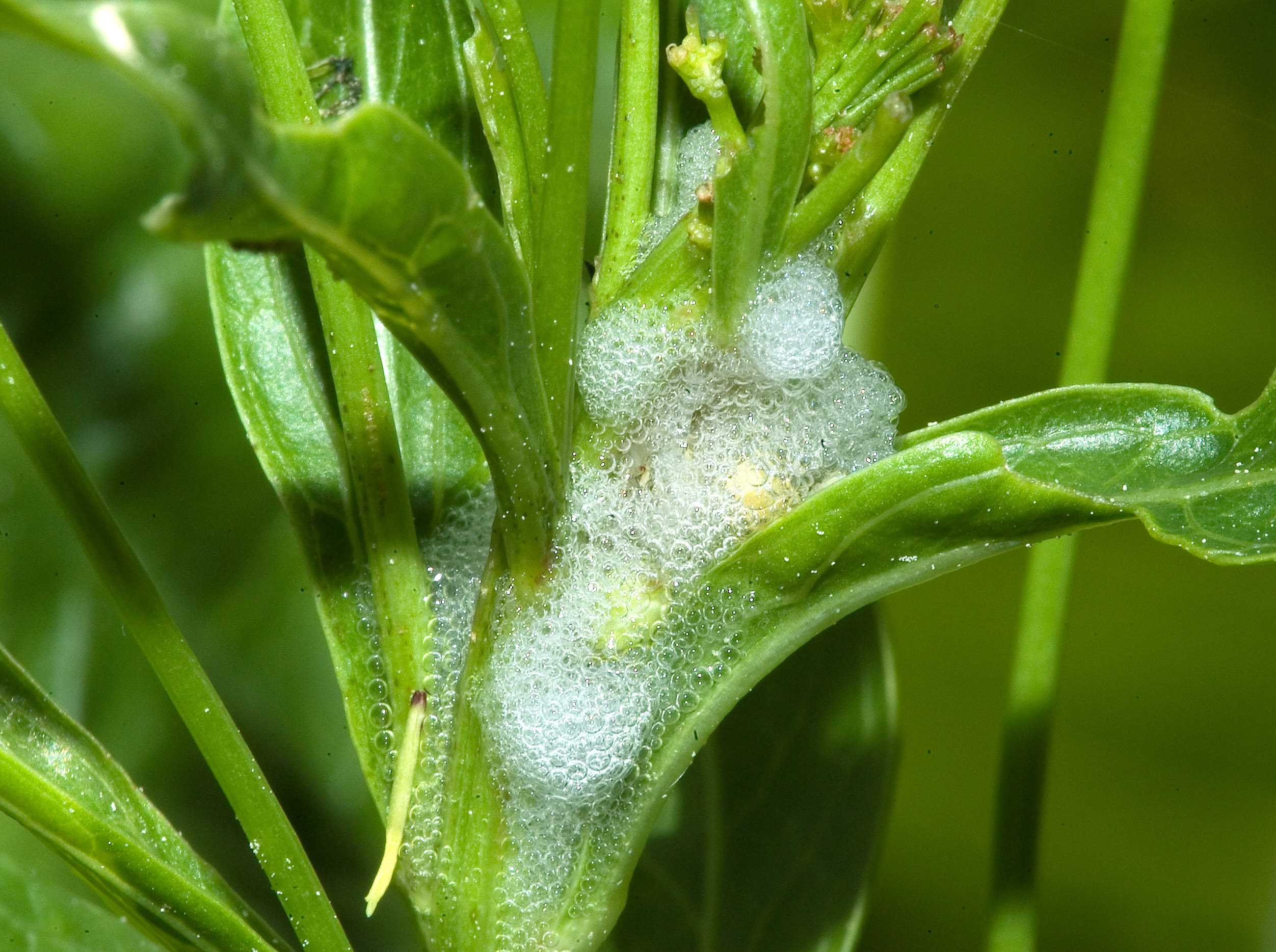
Schaumnest der Wiesenschaumzikade. Bei genauem Hinsehen sind die grünlichen Larven zu erkennen.

Die Basis für das Existieren einer Art ist das möglichst lange Überleben einer ausreichenden Zahl von Individuen selbst bei sich verändernden und ungünstigen Umweltbedingungen und hohem Prädationsdruck (viele Räuber). Der Erfolg der Wiesenschaumzikade liegt vor allem in ihrer breiten ökologischen Potenz, das heißt, sie kann eine große Bandbreite von Umweltfaktoren ertragen und damit in den verschiedensten Biotopen existieren. Es wird angenommen, dass die Feuchteverhältnisse ein bedeutender Faktor für das Vorkommen der Art sind. Sie fehlt nur in sehr nassen und in sehr trockenen Biotopen. Sie fehlt außerdem in arktischen, alpinen und ariden Zonen. Hier ist die zu niedrige beziehungsweise zu hohe Jahresdurchschnittstemperatur ein begrenzender Faktor. Ferner ist ihre Wirtspflanzenspezifität gering, denn sie kann sich von einer Vielzahl von Pflanzen ernähren – im Gegensatz zu den meisten Zikadenarten, welche oft mono- oder oligophag sind. Es wurden über 170 Nährpflanzen nachgewiesen. Die Entwicklung der Larven findet auf krautigen Pflanzen statt. Die adulten Tiere fliegen dann im Verlauf des Frühjahrs in die Bäume oder sonstigen Nährpflanzen.
Ihre Vielseitigkeit ermöglicht es dieser Zikade, auch nach Einschleppung in andere Länder wie beispielsweise Neuseeland zu überleben und sich fortzupflanzen. Ferner nutzt sie ihre ausgeprägte Sprungfähigkeit zur Flucht vor Feinden und zur Ausbreitung in neue Lebensräume. Ungünstige Klimaperioden überdauert sie in Form von Eiern. Ein einzelnes Weibchen kann bis zu 400 Eier produzieren. Ihre Larven sind in den Schaumballen weitgehend vor Fressfeinden geschützt. Sie erhalten außerdem die für die Weiterentwicklung nötige Feuchtigkeit und Temperatur, so dass ihre Mortalität selbst bei ungünstiger Witterung gering bleibt.

### Fortbewegung
Die häufigste Fortbewegungsart der Wiesenschaumzikaden ist das Laufen und das Fliegen, die markanteste aber das Springen. Die Beine der erwachsenen Insekten verleihen ihnen im Gegensatz zu den trägen Larven eine gute Sprungkraft. Die mächtigen Dornen an ihren Hinterbeinen kommen ihnen beim Absprung zugute, da sie den Sprungbeinen Halt auf der Unterlage gewähren. Schaumzikaden sind sogar die Weltmeister im Hochsprung. Dieses hat der Forscher Malcolm Burrows auf Hochgeschwindigkeitsfotos entdeckt. Im Verhältnis zur eigenen Körperlänge kann kein Lebewesen so hoch springen wie die Wiesenschaumzikade. Das Insekt ist einen halben Zentimeter lang und erreicht aus dem Stand heraus 70 Zentimeter Höhe. Menschen müssten umgerechnet auf unsere Körpergröße etwa 200 Meter hoch springen können, um mit den Zikaden gleichzuziehen. Im Verhältnis zu ihrer Körpergröße schlägt sie damit alle anderen Insekten, auch den bisherigen Rekordhalter, den Floh (Siphonaptera). Außerdem geht sie viermal schneller in die Luft. Sprungenergie liefert nur das hinterste Paar. In diesen Beinen kann die Wiesenschaumzikade wie in einem Katapult Spannung aufbauen und dann entladen. Diese Art der Fortbewegung dient den Schaumzikaden in erster Linie zur Flucht.

### Ernährung und Schadwirkung
Die meisten Zikadenarten sind auf bestimmte Nährpflanzen beschränkt. Die Wiesenschaumzikaden sind dagegen polyphag, das heißt, sie sind weniger wählerisch hinsichtlich ihrer Nahrung und nutzen mehrere Pflanzengattungen oder -familien. Nährpflanzen sind vor allem Gräser (Poaceae), Binsengewächse (Juncaceae), Kräuter und bisweilen auch Gehölze. Insbesondere Olive und Weinrebe werden von Philaenus spumarius befallen, was in den Epidemiegebieten des Feuerbakteriums zur raschen Ausrottung ganzer Kulturen führt. Obwohl die Art auch in Deutschland weit verbreitet ist, sind hier keine Vorkommen von Xylella fastidiosa bestätigt, sodass Deutschland noch als befallsfrei gilt. Zikaden übertragen bei ihrem Fraß neben dem Feuerbakterium aber auch andere Erreger von Pflanzenkrankheiten.

### Lauterzeugung und Sinne
Wiesenschaumzikaden sind in der Lage, zur Partnerfindung rhythmische Gesänge zu produzieren. Diese werden durch spezielle Trommelorgane (Tymbalorgane), die sich an den Seiten des ersten Hinterleibssegmentes befinden, erzeugt. Durch Zug eines kräftigen Singmuskels werden die Membrane der Trommelorgane in Schwingungen versetzt. Das Geräusch wird durch Eindellen (Muskelzug) und Zurückspringen (Eigenelastizität) erzeugt. Bei den Wiesenschaumzikaden spielt wie bei allen Arten der Unterordnung der Rundkopfzikaden mit Ausnahme der Singzikaden die Wahrnehmung akustischer Reize (Hören) keine Rolle (nur die Singzikaden besitzen Gehörorgane). Vielmehr sind sie am ganzen Körper mit Rezeptoren ausgestattet, um Luftströmungen, Kontakte mit anderen Lebewesen oder den Pflanzenteilen, auf denen sie sitzen, wahrzunehmen. Wahrscheinlich werden die von den Trommelorganen auf Pflanzenteile übertragenen Vibrationen als sogenannte Substratvibrationen auf diese Weise aufgenommen. Die Frequenzen der Signale liegen hauptsächlich zwischen 200 und 1000 Hertz; sie sind von Menschen nur mit technischen Mitteln hörbar. Die Vibrationen sind sehr artspezifisch, so dass Paarungen zwischen ähnlichen und nahe verwandten Arten durch „Nichtverstehen“ verhindert werden. Die Weibchen sind meist stationär und senden Suchrufe aus, während die Männchen suchend und rufend umherlaufen. Es kann sich so beim Zueinanderfinden ein regelrechter Wechselgesang entwickeln.
Die Orientierung der Zikaden geschieht durch die Aufnahme von Umweltreizen. Ihre Facettenaugen vermögen sowohl Formen als auch Farben zu erkennen und zu unterscheiden. Das ermöglicht ihnen, Verfolger zu bemerken, aber auch gezielt Pflanzen anzufliegen. Sie scheinen sogar die Farbe ihrer Nährpflanzen zu erkennen und auch in der Lage zu sein, den Sitzplatz auf verbergende Gleichfarbigkeit zu beurteilen. Darüber hinaus verfügen Wiesenschaumzikaden an fast allen Stellen des Körpers über sogenannte Mechanorezeptoren zur Wahrnehmung von Berührungsreizen wie Luftströmungen oder dem Kontakt mit dem Substrat.

### Fortpflanzung und Entwicklung

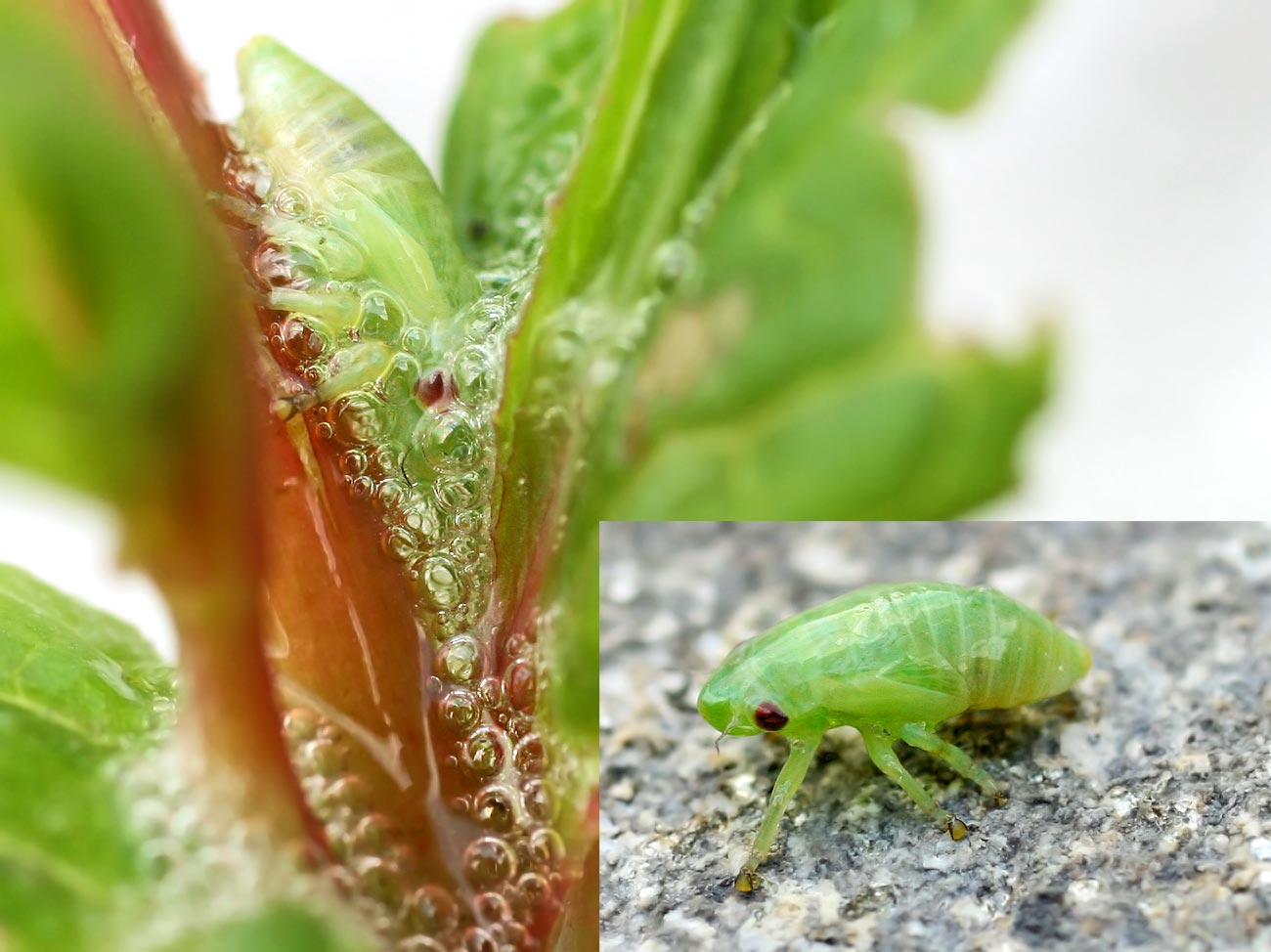
Larven der Wiesenschaumzikade (Philaenus spumarius)

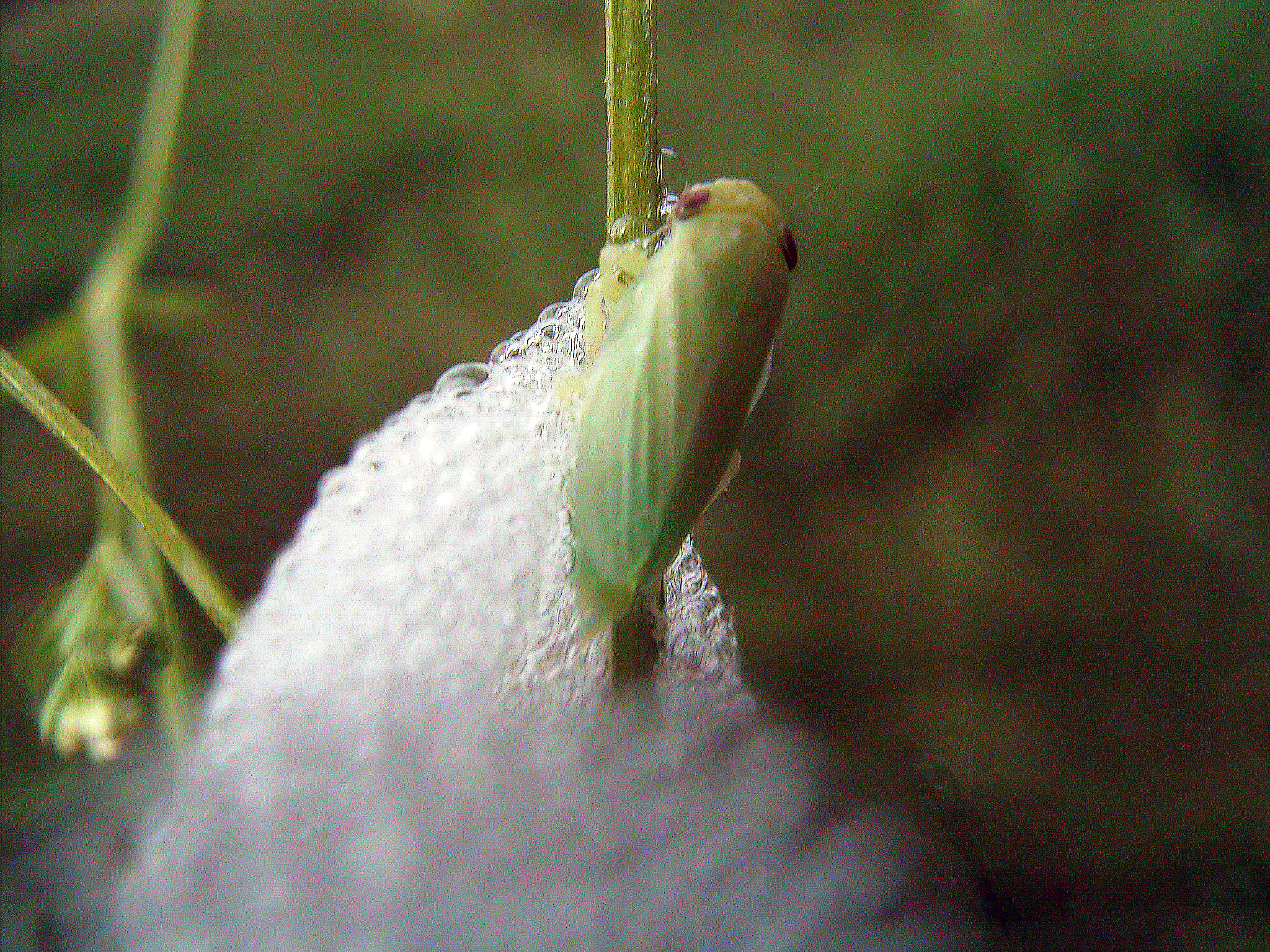
Eine Wiesenschaumzikade verlässt nach der letzten Häutung ihr Schaumnest, um zu trocknen.

#### Paarung und Eiablage
Die Paarung wird vom Männchen durch Verankerung seiner Genitalarmatur an derjenigen des Weibchens begonnen. Es sitzt dabei während der gesamten Kopulation schräg neben dem Weibchen und hält sich dabei seitlich fest. So entsteht eine für Schaumzikaden sowie Vertreter der Cicadoidea typische V-Stellung.
Die Weibchen legen die Eier einzeln oder in Gruppen an die Nährpflanzen der Larven. Die Eier sind etwa 1 Millimeter lang und 0,35 Millimeter breit. Sie sind oval, im Umriss zugespitzt, gelblich weiß mit einem orangefarben pigmentierten Fleck an einem Ende. Bei befruchteten Eiern vergrößert sich dieser Fleck der Eischale (Serosa) und es entwickelt sich eine deckelförmige schwarz pigmentierte Vorrichtung zum Zerreißen durch dessen Öffnung die Larve schlüpft. Nach etwa 20 Tagen verlassen die Larven des ersten Larvenstadiums die Eihüllen. Bei unbefruchteten oder ungesunden Eiern entwickelt sich dieser schwarze Fleck nicht. Die Eier werden braun und schrumpfen.

#### Entwicklung der Larven
Wiesenschaumzikaden sind hemimetabol. Sie vollziehen eine unvollständige Verwandlung vom Ei über die Larve direkt (ohne Puppenstadium) zum Vollinsekt (Imago). Die Entwicklung der Larven erfolgt über fünf Stadien, wobei sich mit zunehmendem Alter die Anlagen für die Organe des erwachsenen Tieres (Flügel, Genitalarmatur) bilden und vergrößern. Die verschiedenen Stadien gehen über Häutungen ineinander über. Das Larvalstadium dauert insgesamt in etwa 50 Tage. Die zunächst noch grünen erwachsenen Tiere verlassen das Schaumnest, um zu trocknen und vollständig auszufärben. Dieser Vorgang dauert etwa zehn Tage. Die Weibchen paaren sich schon bald danach.
Die Rückenseite der Larven ist im Querschnitt halbkreisförmig hoch gewölbt, die Bauchseite konkav. Der Kopf ist vor den Antennen und Augen stark ausgebuchtet und insgesamt rundlich. Im ersten Larvenstadium (L1) misst die orangefarbene, sehr zarte Larve etwa 1,35 Millimeter. Flügelansätze und Genitalien sind noch nicht entwickelt. Im zweiten Stadium (L2) erreicht die Körperlänge der Tiere etwa 2,25 Millimeter. Ihre Farbe wechselt zu einem gelblichen Orange. Im dritten Larvenstadium (L3) wächst die Larve zu etwa 3 Millimeter Körperlänge heran. Sie ist inzwischen grünlich-gelb und die Flügelansätze sind bereits sichtbar. Im vierten Stadium (L4) misst die Larve zirka 4,75 Millimeter, sie ist nun deutlich grün, die Flügelansätze sind deutlich sichtbar und gelb. Im fünften und letzten Larvenstadium (L5) ist eine Körperlänge bis zu 6,25 Millimeter erreicht. Flügelansätze und Genitalarmatur sind gut und deutlich entwickelt.

#### Der Schaum
Der Schaum schützt die darin sitzende Larve auch vor Feinden, erhält aber in erster Linie die für die Weiterentwicklung nötige Feuchtigkeit und Temperatur. In der Atemhöhle der Larven befinden sich die Atemöffnungen (Stigmata), die Einmündungsstellen der Tracheen an der Körperoberfläche. Die Tracheen bilden ein System aus Atemröhren, das den ganzen Körper eines Insekts durchzieht und das funktionale Äquivalent zu unserer Lunge darstellt. Durch rhythmisches Einpumpen von Luftbläschen aus der Atemhöhle in eine eiweißhaltige Flüssigkeit, welche die Larven aus dem After abscheiden, wird der Schaum erzeugt. Dieser Vorgang hält bis zum Verlassen des Exkrets durch die Imago an. Die Konsistenz des Schaumes kann nur deshalb aufrechterhalten werden, da die Tiere aus speziellen Exkretionsorganen im Darm (Malpighische Gefäße) Schleimstoffe aus Glykosaminoglykanen (früher Mucopolysaccharide) und Eiweißen ausscheiden. Untersuchungen haben gezeigt, dass der Schaum der Wiesenschaumzikade zu 99,30 % aus Wasser besteht. Er ist aber so fest, dass er einen Regenschauer unbeschadet übersteht.

## Feinde, Parasiten, Bekämpfung
Als Pflanzenfresser sind Wiesenschaumzikaden Konsumenten 1. Ordnung und übernehmen damit eine wichtige Stellung im Wirkungsgefüge des Naturhaushaltes. Als individuenreiche Insektengruppe üben sie als Nahrung für andere Tiere eine wichtige Funktion bei der Ausbildung von komplexen Nahrungsnetzen aus. Umfassende Untersuchungen zu ihren natürlichen Feinden fehlen jedoch noch weitgehend. Einzelne Arbeiten weisen aber auf zahlreiche Wirbeltiere, Wirbellose und Parasitoide hin, die sowohl die erwachsenen Tiere, die Larven als auch die Eier nutzen.
Es wurde anhand der Untersuchung von Mageninhalten und Kot verschiedener Ammern (Emberizidae) – Abendammer (Poocetes gramineus), Klapperammer (Spizella pusilla), Schwirrammer (Spizella passerin) – festgestellt, dass deren Hauptnahrung zur Brutzeit aus Wiesenschaumzikaden besteht. Weitere Vögel (Aves), die sich von den erwachsenen Insekten ernähren, sind die Küken des Auerhuhns (Tetrao urogallus), das Rebhuhn (Perdix perdix), die Mehlschwalbe (Delichon urbicum), die Saatkrähe (Corvus frugilegus), die Misteldrossel (Turdus viscivorus), die Singdrossel (Turdus philomelos) und der Star (Sturnus vulgaris). Das Auerhuhn und der Fasan (Phasianus colchius) ernähren sich offensichtlich auch von den Larven. Ferner sind Wiesenschaumzikaden offenbar auch Hauptbestandteil der Nahrung des Grasfrosches (Rana temporaria).
Bei den Wirbellosen sind es vor allem Spinnen (Arachnida), Hautflügler (Hymenoptera), Zweiflügler (Diptera) und Käfer (Coleoptera), die als Räuber fungieren. Die Weberknecht-Art Mitopus morio ernährt sich von den Eiern.
Die Ameise Formica montana erbeutet in Nordamerika die Larven.
Einige Hautflügler beispielsweise der Gattungen Ooctunus, Tumidiscapus und Centrodora sind als Parasitoide der Eier bekannt. Erwachsene Zikaden werden von der Zikadenwespe (Dryinidae) Verralia aucta attackiert.
Die Wiesenschaumzikade ist vor allem in Süditalien, wo sie sputacchina genannt wird, als Vektor des Bakteriums Xylella fastidiosa pauca identifiziert worden, das für eine der gefährlichsten Pflanzenkrankheiten der Welt verantwortlich ist. Einmal infiziert, bleibt das Insekt lebenslang Überträger des Bakteriums. Die Zikade wird deshalb vor allem in Apulien, wo die Krankheit die Olivenkultur im 21. Jahrhundert fast zum Erliegen brachte, durch systematisches Pflügen in der Schlupfzeit der Larven zwischen März und April schon im Larvenstadium bekämpft und soll weitestgehend ausgerottet werden.

## Weiterführende Literatur
- Michel Boulard: Diversité des Auchénorhynques Cicadomorphes. Formes, couleurs et comportements (Diversité structurelle ou taxonomique. Diversité particulière aux Cicadidés). In: Denisia 4, S. 171-214, 2002, ISBN 3-85474-077-8 (zobodat.at [PDF]).
- Bundesamt für Naturschutz (Hrsg.): Rote Liste gefährdeter Tiere Deutschlands. Landwirtschaftsverlag, Münster 1998, ISBN 3-89624-110-9.
- Herbert Nickel: The leafhoppers and planthoppers of Germany (Hemiptera, Auchenorrhyncha): Patterns and strategies in a highly diverse group of phytophagous insects. Pensoft, Sofia and Moskau 2003, ISBN 954-642-169-3.